# 维克托·帕普京
维克托·谢苗诺维奇·帕普京（俄语：Виктор Семёнович Папутин；1926年2月20日—1979年12月29日）苏联军人（1974年中将），党和国家领导人，曾担任苏联内务部第一副部长。1979年11月下旬，帕普京前往阿富汗执行政府任务。返回苏联莫斯科后，12月29日自杀。但是，也有资料认为帕普京并未返回莫斯科而是死于苏联部队攻打阿富汗内政部的战斗中。